# Gare de Passy-la-Muette
Gare de Passy-la-Muette je zrušená železniční stanice v Paříži v 16. obvodu. Nádraží bylo v provozu v letech 1854–1985. Budova se nachází na adrese 19, chaussée de la Muette a slouží jako restaurace.

## Lokace
Nádraží se nachází v 16. obvodu na křižovatce ulic Chaussée de la Muette a Boulevard de Beauséjour. Stavba byla vybudována na mostě od kolejištěm, které procházelo pod širým nebem ze západu a na východě se nořilo do tunelu.

## Historie
Nádraží bylo pro cestující otevřeno 2. května 1854 na trati Auteuil spojující nádraží Saint-Lazare a Auteuil-Boulogne. Dne 25. února 1867 se původní trať stala součástí linky Petite Ceinture. Trať byla uzavřena 6. ledna 1985 v návaznosti na rozšíření příměstské železnice RER C. Po zrušení nádražní byla budova využita jako restaurace.